# 1458 (tal)
1458 är det naturliga talet som följer 1457 och som följs av 1459.
1458 är ett av de tre icke-triviala talen (de andra är 81 och 1729) som då deras siffror i bas 10 summeras ger ett tal som då det multipliceras med sig självt ger det ursprungliga talet: 
1 + 4 + 5 + 8 = 18
18 × 81 = 1458.

## Inom matematiken
- 1458 är ett jämnt tal.
- 1458 är ett palindromtal i det Oktala talsystemet.
- 1458 är ett Frugalt tal.

## Inom vetenskapen
- 1458 Mineura, en asteroid.